# Jean Sage
Jean Sage (c. 1941 – 8 de octubre de 2009) fue director deportivo del equipo francés de Fórmula 1 Renault entre 1977 y 1985.

## Biografía
Sage provenía de un entorno adinerado y era un coleccionista de Ferrari, haciendo su debut en la competición a los 20 años copilotando un Ferrari 250 junto a André Simon. También fue copiloto junto a Jean-Pierre Hanrioud y Gérard Larrousse mientras competía en la Fórmula 3 a principios de los 60. En 1973 junto a Larrousse y Paul Archambeaud, crearon el equipo suizo de Écurie Elf. Archambeaud era representante de Mercedes-Benz en Suiza. Comenzaron a crear coches de competición, pero pronto se enfocaron en participar en los Campeonato Europeo de Fórmula Dos en 1976 conducidos principalmente por Jean-Pierre Jabouille.
Cuando Larrousse fue contratado por Renault, en seguido contó en su equipo a Sage para formar el equipo de F1 en 1977. Supervisó el funcionamiento del equipo desde su debut en el Gran Premio de Gran Bretaña de 1977, en la primera victoria del equipo en el Gran Premio de Francia de 1979, en los años dorados del equipo junto a Alain Prost y René Arnoux cuando el equipo luchó por el título en 1982 y 1983 y la retirada del equipo a finales de 1985. Sage permaneció en Renault hasta finales de 1987, cuando dejó de suministrar sus motores turbo a otros equipos.
Durante los entrenamientos oficiales en Gran Premio de Mónaco de 1986, Sage fue atropellado por el Ferrari de Stefan Johansson en el pitlane en un incidente que fue captado por las cámaras de televisión.
Después de Renault, Sage dirigió los Ferrari F40 en la serie IMSA GT durante 1989 y 1990 con Jean Alesi compitiendo para el equipo. En los últimos años de su vida, siguió siendo un coleccionista activo de Ferrari y competidor en eventos de carreras clásicas, antes de su muerte el 8 de octubre de 2009.